# Hugo Tocalli
Hugo Daniel Tocalli (Monte Buey, 21 gennaio 1948) è un allenatore di calcio ed ex calciatore argentino, di ruolo portiere.

## Carriera

### Giocatore

#### Club
Iniziò la carriera da giocatore nel 1970 nel Deportivo Morón, ove giocò solo due partite; l'anno successivo si stabilì come titolare al Nueva Chicago, superando le cento presenze nel periodo di permanenza, che durò fino al 1974. Nel 1975 si trasferì al Quilmes — dove rimase brevemente — e nel 1976 ebbe la sua prima esperienza all'estero, con i colombiani dell'América Cali: rimarrà la sua unica fuori dall'Argentina. Tornato in patria, si unì ai ranghi dell'Argentinos Juniors, mentre nel 1978 fu tra i giocatori che vinsero il campionato Metropolitano con il Quilmes; rimase con tale società fino al 1983, non ottenendo più però alcun risultato di rilievo. Passato all'Unión de Santa Fe, vi giocò una stagione prima di andare a chiudere la carriera nel 1985 all'Atlanta.

### Allenatore
Come allenatore, la sua prima esperienza fu quella ad interim come "traghettatore" del Vélez Sársfield nella stagione 1988-1989, prima di sedersi sulla panchina del Quilmes — stavolta come tecnico di ruolo. In seguito allenò Tigre e Deportivo Italiano, facendo ritorno al Quilmes nel 1994. Proprio in quello stesso anno venne assunto nello staff di José Pekerman, che all'epoca era alla guida della Nazionale argentina Under-20; sotto la guida del commissario tecnico e di Tocalli la selezione vinse cinque titoli mondiali su sette disputati. Quando Pekerman, nel 2004, lasciò la selezione giovanile per sostituire Marcelo Bielsa alla guida della Nazionale maggiore, Tocalli ne prese il posto — anche se già lo aveva sostituito nel 2003 —, reduce dalle vittorie con la selezione Under-17. Nel 2007 centrò l'obiettivo di vincere il Mondiale di categoria, battendo in finale la Rep. Ceca under 20; nell'ottobre dello stesso anno lasciò l'incarico di CT per andare ad allenare, due mesi dopo, il Vélez. Sostituito dopo un quinto e un nono posto in campionato da Ricardo Gareca, Tocalli prese le redini del Colo-Colo, squadra cilena, vincendo il campionato di Clausura 2009; il 21 aprile 2010 si è dimesso dall'incarico, adducendo "motivi familiari" e il 3 giugno si è accasato al Quilmes.

## Palmarès

### Giocatore

#### Club
- Primera B Metropolitana: 1

Quilmes: 1975
- Campionato argentino: 1

Quilmes: Metropolitano 1978

### Allenatore

#### Club
- Campionato cileno: 1

Colo-Colo: Clausura 2009

#### Nazionale
- Campionato sudamericano Under-17: 1

Bolivia 2003
- Campionato sudamericano Under-20: 1

2003
- Campionato mondiale Under-20: 1

Canada 2007